# Derby (hippisme)
Pour les articles homonymes, voir Derby.
Un derby est une course hippique, traditionnellement réservée aux chevaux de trois ans. Désormais, certains derbys sont destinés aux chevaux de quatre ans, comme les derbys de Hong Kong et de Singapour par exemple, ainsi que ceux des pays scandinaves.
Ce type de courses a été nommé d'après le titre d'Edward Smith-Stanley, douzième comte de Derby, qui a inauguré la première course hippique à Epsom (Royaume-Uni) en 1780.

## Derbys célèbres
- Derby d'Epsom (Epsom, Royaume-Uni) ;
- Prix du Jockey Club (Chantilly, France) ;
- Derby d'Irlande (Curragh, Irlande) ;
- Derby du Kentucky (Louisville, États-Unis)...